# Josef Henselmann
Josef Henselmann (* 16. August 1898 in Laiz; † 19. Januar 1987 in München) war ein deutscher Bildhauer, Plastiker und Objektkünstler.

## Leben
Josef Henselmann wuchs als Sohn eines Müllers und Landwirts im hohenzollerischen Laiz auf. Er besuchte das Gymnasium in Sigmaringen. Nach dem Gymnasium absolvierte er eine Lehre zum Holzbildhauer in der Sigmaringer Kunstwerkstatt des Bildhauers Franz Xaver Marmon.  Als Teilnehmer des Ersten Weltkriegs erhielt Henselmann Auszeichnungen, bis er 1917 als Unteroffizier schwer verwundet wurde.
Von 1921 bis 1928 studierte er an der Akademie der Bildenden Künste in München. Seine Lehrer waren die Bildhauer Hermann Hahn und Karl Killer. In dieser Zeit machte der in München lebende mittellose Kunststudent ein erstes Mal auf sich als Bildhauer aufmerksam: Für die Skulptur „Furcht“ erhielt er seinen ersten Preis. Vom 31. Mai bis 21. September 1930 beteiligte er sich mit einer zwei Meter hohen Holzfigur, die den Waldgott „Sylvanus“ darstellt, auf der Künstlerbund-Ausstellung in Stuttgart. Henselmann erhielt für diese singuläre, figürliche Position den Villa-Romana-Preis. Mit diesem Preis war ein Stipendium in Florenz verbunden. Waren seine Frühwerke überwiegend von Porträts gekennzeichnet, die er in ausdrucksstarker, realistischer Form aus großen Holzblöcken schlug, arbeitete er während seines Florentiner Jahres auch in Gips und Terrakotta. Ebenfalls 1930 gründete er mit seinem Studienfreund Heinrich Söller eine Dependance der Künstlergruppe „Vereinigte Werkstätten“ in München.
In der Zeit des Nationalsozialismus war Henselmann Mitglied der Reichskammer der bildenden Künste. Für diese Zeit ist seine Teilnahme an 11 Ausstellung sicher belegt, darunter 1941 die Große Deutschen Kunstausstellung in München, wo er die hölzerne Tierplastik Roß zeigte.
Henselmann wurde ab 1933 mit der Leitung der Klasse für Bau- und Kirchenplastik an der Kunstgewerbeschule in München betraut. Im Jahr 1936 folgte eine ordentliche Professur, er wurde dadurch zum jüngsten Kunstprofessor Münchens.  Sein Haus und Atelier wurden im Zweiten Weltkrieg zerstört.
Während des Wiederaufbaus in der Nachkriegszeit erfolgte 1946 die Vereinigung der Akademie für angewandte Kunst mit der Kunstakademie München zur Akademie der Bildenden Künste München. Henselmann war fortan als Professor für Bildhauerei an der weitgehend zerstörten Akademie der Bildenden Künste München tätig und leitete dort eine Bildhauerklasse. Zu seinen Schülern zählten unter anderem Leopold Hafner, Hubert Elsässer, Anton Rückel und Hans Wachter. Im Juli 1948 wählte ihn das Kollegium der Münchner Akademie nach dem Rücktritt des bisherigen Rektors in dessen Amt, das er von 1948 bis 1957 bekleidete, während er seine Professur beibehielt. Seiner Berufung folgte ein Jahrzehnt des äußeren und inneren Wiederaufbaus der Akademie. Im Jahr 1963 wurde er erneut Präsident der Akademie, legte aber in der Aufbruchsituation um 1968 sein Amt nieder.
Henselmann war verheiratet mit der Malerin Marianne Henselmann, geb. Euler (1903–2002), mit der er zwei Kinder hatte. Ein Enkel Henselmanns ist Josef Alexander Henselmann, der ebenfalls als Bildhauer arbeitet.
Josef Henselmann war Mitglied im Deutschen Künstlerbund.

## Werke

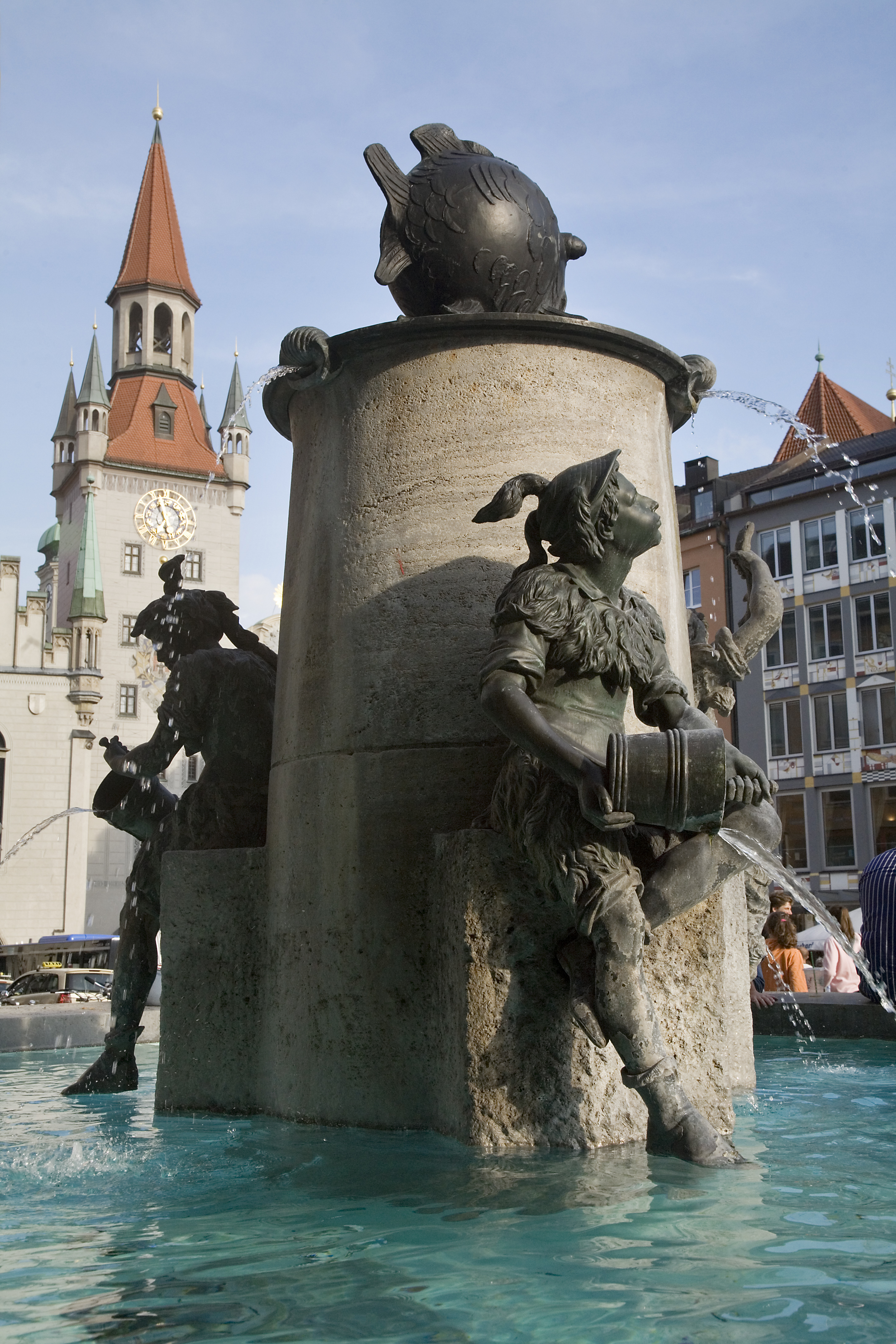
Fischbrunnen, am Marienplatz in München, 1954

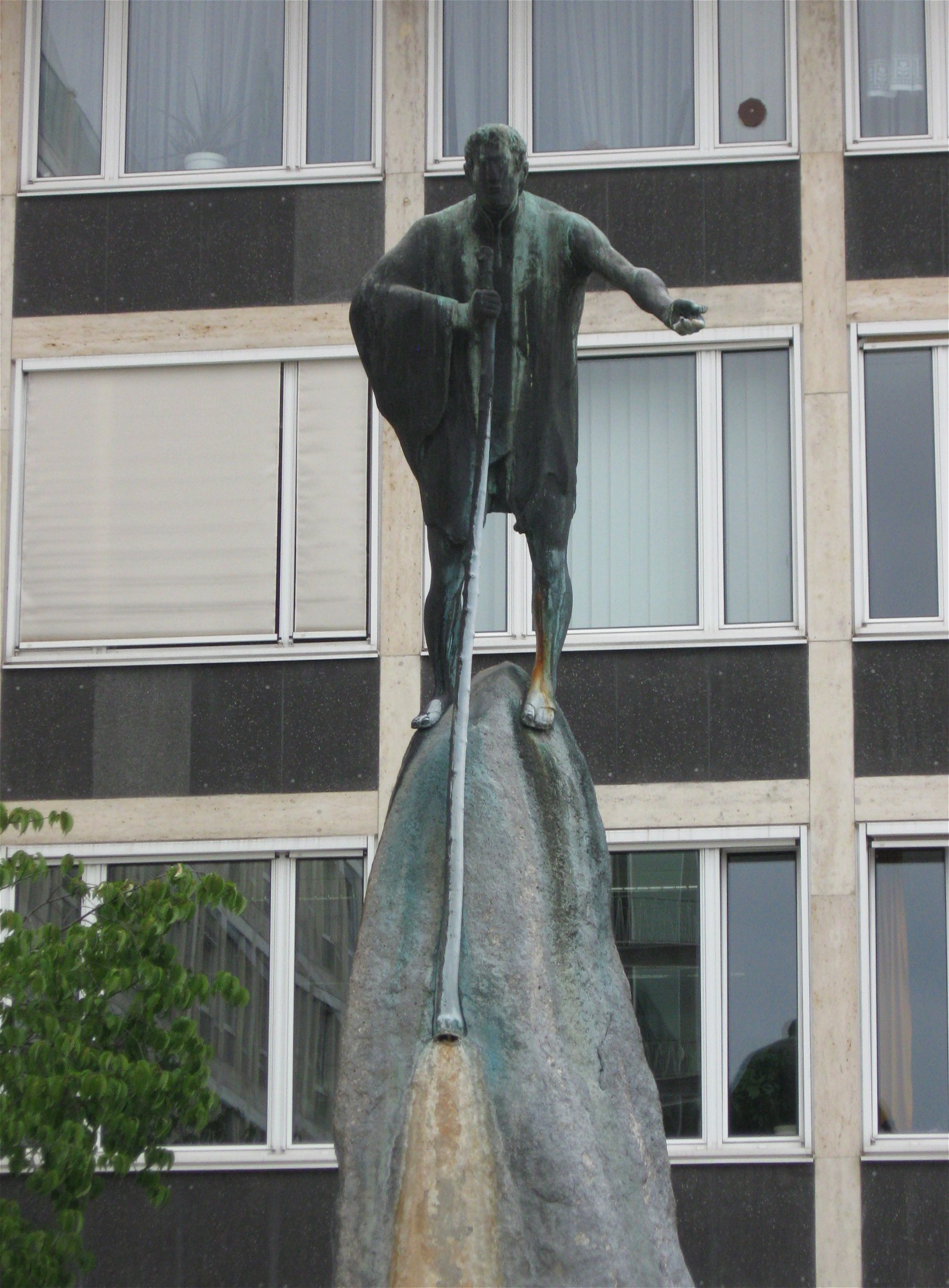
Mosesbrunnen im Hof der Maxburg, München, 1955

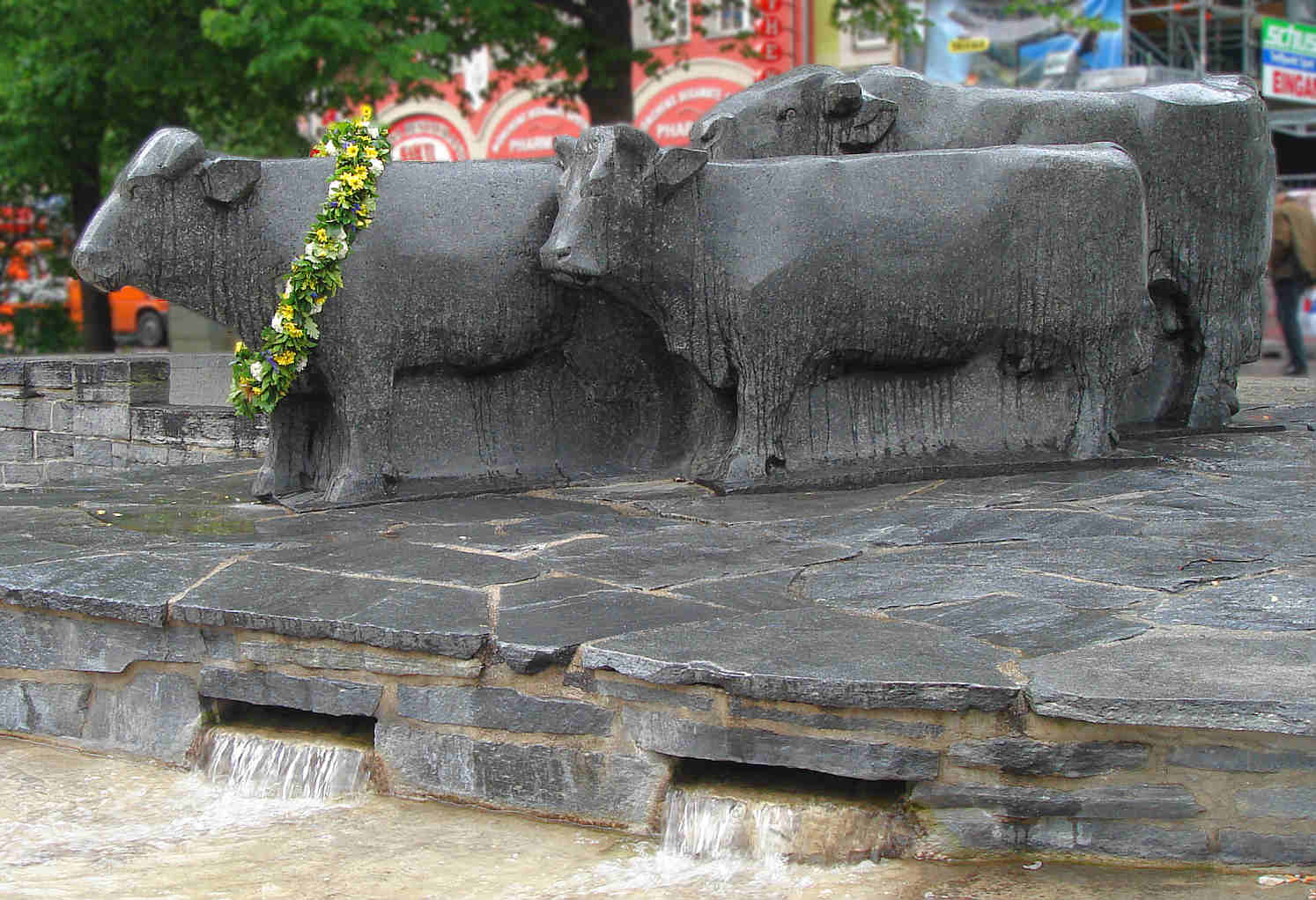
Rindermarktbrunnen, München, 1964

Künstlerisch war Henselmann sehr produktiv. Mit der wieder gewonnenen Freiheit des „Geistes und der Hände“, wie er selbst die Zeit nach dem Nationalsozialismus retrospektivisch beurteilte, begann ein reiches Kunstschaffen über vier Jahrzehnte mit großen interessanten Auftragswerken.
Er bekam große kirchliche Aufträge in Passau (1947 bis 1953) und Augsburg (1962 und 1985), wo er die Hochaltäre zeitgenössisch gestaltete:
- Pappelholzfiguren mit aufgehämmerter Silberfolie, die den Tod des heiligen Stephanus mit den drei göttlichen Personen zeigt, im Dom St. Stephan in Passau, 1954
- Bronzegruppe mit Kreuzigung, 12 Aposteln und alttestamentlichen Figuren im Augsburger Dom

Anlässlich des Todes von Josef Henselmann im Jahre 1987 schrieb der Kunsthistoriker Norbert Lieb: „Henselmanns Dom-Hochaltäre von Passau 1953 und Augsburg 1962 gelten in einer 600-jährigen Geschichte sakraler Kunst als die letzten großen Werke ihrer Gattung.“ Des Weiteren schuf er das Chorbogenkruzifix im Münchner Frauendom.
Darüber hinaus stammen von ihm zahlreiche Brunnen, beispielsweise in seiner Heimat Sigmaringen und in München:
- Fischbrunnen (Marienplatz, München), 1954, Muschelkalk, Bronze
- Ganymed (Germanisches Nationalmuseum, Nürnberg, Kornmarkt Ecke Grasersgasse) 1966/67 Bronze auf Findling
- Moses-Brunnen (Innenhof der Neuen Maxburg, Pacellistraße 5, München), 1955, Granit (Monolith), Bronze[6]
- Rindermarktbrunnen (Rindermarkt, München), 1964, Maggia-Gneis, Moskart-Granit[7]
- St. Benno-Brunnen, (Frauenplatz, München), 1972
- Vierjahreszeitenbrunnen (in der Fußgängerzone Sigmaringen), 1979
- Ceres-Brunnen (vor dem Landratsamt Sigmaringen)
- Prinzregent-Luitpold-Brunnen, (Luitpoldblock, Brienner Straße 11/13, München), 1983

Zeugnisse der von Henselmann geschaffenen figürliche Darstellungen im Bayerischen und Oberschwäbischen Raum sind unter anderem:
- der Christophorus an der Donaubrücke in Laiz,
- der Christophorus in der Prinzregentenstraße in München,
- „Der Rufer“, das Kriegerdenkmal in Scheer/Donau,
- die Hygieia in der Trink- und Wandelhalle der Jodquellen AG in Bad Tölz, und
- der Trompeter von Säckingen.

Wichtig für das Verständnis von Henselmanns künstlerischer Auffassung ist die „Rede über den Wert des Unterbewerteten“, die Henselmann am 6. Dezember 1963 als wiedergewählter Präsident der Akademie der Bildenden Künste in München gehalten hat. Diese Rede ist in dem Band im Wortlaut wiedergegeben. „Genie muss nicht Wahnsinn sein! Im Gegenteil, die guten Maler, Bildhauer usw., die ich kennenlernen durfte, sind im höchsten Sinne gesund und normal und entbehren des Parfüms ‚Genie und Wahnsinn‘“ sagt unter anderem Henselmann markant in dieser Rede.

## Ehrungen
Henselmann gewann Kunstpreise und bekam große Verdienstorden:
- 1925: Großer Staatspreis der Preußischen Akademie der Künste[4]
- 1956: Oberschwäbischer Kunstpreis
- 1957: Förderpreis für Bildende Kunst der Landeshauptstadt München
- 1958: Bayerischer Verdienstorden
- 1958: Ehrenbürger seines Heimatortes Laiz, heute Stadtteil von Sigmaringen[4]
- 1981: Bayerischer Maximiliansorden für Wissenschaft und Kunst
- 1984: Kultureller Ehrenpreis der Landeshauptstadt München

## Museale Aufbereitung
Als Henselmann 1987 in München verstarb, richteten seine Tochter Margret und deren Mann Lothar Henselmann eine Sammlung in München ein. 1997 kaufte Lothar Henselmann das ehemalige Siechenhaus in Laiz und renovierte aufwändig die alte Substanz des Gebäudes. Im Anschluss wurde die Sammlung von München nach Laiz verlegt. Auf Podesten, auf Fachwerk-Balken und hinter Glas stehen seine Skulpturen aus Holz, Gips und Bronze. An den weiß getünchten Wänden hängen die Bilder seiner Frau Marianne.